# Cordilheira de Owen Stanley
Cordilheira de Owen Stanley é um formação montanhosa que forma o extremo leste da ilha da Nova Guiné, em Papua Nova Guiné, e constitui parte da Cordilheira Central, que atravessa toda a ilha. O primeiro visitante europeu que a avistou, a quem deve o seu nome, foi o capitão britânico Owen Stanley, em 1849, enquanto fazia um reconhecimento da costa de Papua. A cordilheira começa no Monte Thynne e Lilley a oeste, e culmina no Monte Victoria no extremo leste da ilha. A famosa Trilho de Kokoda atravessa esta cadeia montanhosa desde Port Moresby a sul, até à aldeia de Buna, a norte, e foi palco de uma das batalhas travadas durante a Campanha da Nova Guiné durante a Segunda Guerra Mundial. Em 2006, a cordilheira e a Trilha Kokoda foram eleitos património da humanidade, pela UNESCO.